# Julius Dickmann
Julius Dickmann, né à Tchortkiv en Galicie le 8 décembre 1894 et mort au ghetto d'Izbica en 1942, est un théoricien marxiste et penseur socialiste autrichien, l'un des premiers critiques de Karl Marx, et un précurseur de l'écosocialisme.

## Biographie
Dickmann est resté longtemps méconnu. Avant d'avoir fait l'objet d'une biographie politique par Peter Haumer en 2015, il n'est mentionné que par deux personnes qui s’intéressent à la révolution autrichienne et au parti communiste en Autriche : l’économiste Erwin Weissel (1930-2005) et l’historien Hans Hautmann (de) (1943-2018).
Originaire de Kharkiv, aujourd’hui en Ukraine, sa famille — composée de sa mère Rosa, de son frère Monek, de sa sœur Laura et de lui-même — est arrivée à Vienne peu avant la Première Guerre mondiale, à la suite du décès de son père. Dickmann a grandi dans une famille juive éclairée, tout en se déclarant athée et antisioniste, et a développé un intérêt particulier pour le marxisme et le mouvement ouvrier. Son père était probablement lui-même engagé dans le mouvement ouvrier galicien alors qu'il était enseignant à Stanislau. Dickmann était affecté par une surdité congénitale qui s'accentua avec l'âge mais qui ne l'empêcha pas de participer activement à la politique ni d'étudier à l'université. Il devait utiliser un cornet acoustique et devint complètement sourd vers la fin des années 1920. Malgré sa surdité, il était doué et « jouissait d'un réel prestige dans les milieux marxistes ».
Dickmann fut l'une des têtes dirigeantes de la Fédération internationale des socialistes révolutionnaires et exerça une influence sur les tentatives de révolution en Autriche en 1918-1919. Il contribua aux pages du journal du KPÖ, le Parti communiste d'Autriche, qui lui furent bientôt interdites à cause de ses différences de vue avec le parti. Il prit sans doute ses distances avec le KPÖ vers 1921. Il défendit alors ses opinions communistes de gauche dans la Freie Tribüne, journal du Poale Zion, mouvement marxiste et sioniste de travailleurs en Autriche. En 1927, il publie une revue, Die Wende, dans laquelle il se donne pour objectif de critiquer le marxisme avec la méthode même de Marx. Il a par la suite établi des liens, par-delà les frontières de l'Autriche, avec des marxistes dissidents comme Boris Souvarine, Lucien Laurat et Simone Weil en France. Il a publié trois articles dans La Critique sociale, la revue que Souvarine fit paraître entre 1931 et 1934, dont l'un est une traduction partielle de son livre Das Grundgesetz der sozialen Entwicklung.
Après la saisie, en 1939, de l'appartement où il vit avec sa famille, il est contraint d'emménager dans l'un des immeubles réservés aux juifs dans le deuxième arrondissement de Vienne. Le 15 mai 1942, il est déporté au ghetto d'Izbica, où l'on perd définitivement sa trace.

## Parcours politique et philosophique
Sur le plan politique, Dickmann était assez peu confiant quant aux possibilités de changements sociaux que pouvaient offrir la social-démocratie et le communisme de parti. Il misait plutôt sur le communisme de conseils et mettait son espoir dans l’auto-libération de la classe ouvrière par des conseils de travailleurs. Il a tout de même cherché à ses débuts à entrer en contact avec les sociaux-démocrates et a publié ses premiers écrits dans les revues de la social-démocratie autrichienne et allemande. Il se rapprocha d'abord du centre marxiste de Karl Kautsky ; lorsque Kautsky prit un virage en 1914 pour soutenir la Première Guerre mondiale, il passa dans l’opposition. Il écrivit un article critique à l’attention de Kautsky, que ce dernier publia dans la Neue Zeit, revue théorique centrale du Parti social-démocrate. Dans le numéro suivant, Kautsky publia une réplique. Le fait que le principal théoricien de la Deuxième Internationale, proche de Marx et Engels, ait jugé pertinent de se confronter à Dickmann, confirme que ce dernier était considéré comme un interlocuteur incontournable par l’aile gauche de la social-démocratie et que ses idées méritaient d'être discutées.
Dans les années qui suivirent, Dickmann s’orienta vers les radicaux de gauche de Brême, soit le SPD, le Parti social-démocrate allemand, qui s'unit en 1919 avec la Ligue spartakiste pour former le KPD, le Parti communiste d'Allemagne. Il publia alors dans leur journal Arbeiterpolitik. C’est ainsi qu’il connut le révolutionnaire bolchévique Karl Radek, à qui il était favorable, et quitta le cercle de Kautsky pour lui. Même s'il était en Autriche, Dickmann chercha à se rallier au SDAP, le Parti ouvrier social-démocrate, critique à l’égard de la guerre et donc proche de sa position.
Dickmann fait paraître en février 1918, dans la revue viennoise Der Kampf, une étude sur « la métamorphose de la lutte des classes », où il explique que le prolétariat ne pouvait qu'être divisé face au développement de la grande industrie qui nécessitait, d'une part, des ouvriers spécialisés et, d'autre part, de simples exécutants. Il montre que l'exploitation tient à des facteurs que Marx a ignoré et anticipe les critiques que Simone Weil fera, elle aussi, à Marx, lorsqu'elle suggère que la division entre les classes sociales résulte moins de l'antagonisme des classes que de la séparation, exigée par la nature même du travail dans la grande industrie, entre ceux qui dirigent et ceux qui exécutent, peu importe le régime politique, qu'il soit capitaliste ou communiste. Weil s'est d'ailleurs inspirée des analyses de Dickmann dans ses Réflexions sur les causes de la liberté et de l'oppression sociale, comme en témoignent les notes prises dans ses Cahiers.
Les nouvelles relations de Dickmann ne le confinèrent pas à la réflexion théorique mais allaient le conduire à l'action politique. Il fit partie, avec Leo Rothziegel (de), Franz Koritschoner, Berta Pölz, Hilde et Johannes Wertheim et bien d’autres, du groupe qui contribua de manière décisive à provoquer la grève au début de l'année 1918, le plus grand mouvement de grève de l’histoire autrichienne. La grève ne conduisit pas à l’effondrement immédiat de la monarchie, mais ne fut pas pour autant un échec complet : des milliers d’ouvriers avaient fait des pas concrets vers l’auto-organisation, formé des conseils et ébranlé l’empire des Habsbourg.

### La Fédération internationale des socialistes révolutionnaires
En s’appuyant sur la structure sociale qui s'était organisée lors de la grève de janvier, la Fédération internationale des socialistes révolutionnaires fut fondée en novembre 1918, au début de la révolution autrichienne qui suivit la fin de la Grande Guerre. La Fédération n’était pas un parti centralisé, mais un regroupement de révolutionnaires de toutes tendances, comprenant des sociaux-démocrates, des anarcho-syndicalistes, des sionistes et des marxistes. En accord avec le communisme de gauche au tournant de 1920, la Fédération considérait les partis comme un vestige de la révolution bourgeoise et du parlementarisme. Ces formes d’organisation ne pouvaient pas mener à la libération de la classe ouvrière, laquelle devait élaborer de nouvelles structures. Ainsi, la Fédération voyait les nouvelles formes d’organisation en Russie, les soviets ou conseils de travailleurs, comme étant l'option la plus viable, puisqu'elle réunissait les ouvriers, les soldats et les paysans en une force sociale commune, apte à s'organiser et à se libérer elle-même.
La Fédération des socialistes révolutionnaires, dont Dickmann était l'un des dirigeants, ne visait pas à faire tomber le gouvernement par un coup d'État, contrairement au Parti communiste dont c'était l'objectif avoué. En effet, l'idée fondamentale de la Fédération est que la révolution ne peut avoir lieu que si la majorité de la classe ouvrière s'implique et la met en branle, à la différence du communisme de parti de l'époque en Hongrie, en Allemagne et en Autriche, qui confond la révolution avec le renversement du pouvoir établi. Dickmann exprimait cette confusion par des formules visant à contraster les deux mouvements : la Fédération représentait l'avenir, alors que le Parti communiste était chose du passé ; la Fédération visait à construire à partir de la base, alors que le Parti communiste cherchait à détruire par le sommet, en décimant la structure étatique.
La majorité de la classe ouvrière était du côté du SDAP. Dickmann estimait qu'il fallait détacher cette majorité du SDAP. Seul l’engagement en faveur du pouvoir des conseils était déterminant pour l’adhésion à la Fédération. Ainsi, si l’on restait dans la social-démocratie et que l’on s’engageait en faveur des conseils, on était accueilli favorablement au sein de la Fédération, alors qu'au Parti communiste, la double appartenance était interdite. C'est pourquoi un nombre relativement important de membres de la Fédération faisaient également partie du SDAP. Au début du mouvement des conseils, il fallait être membre du SDAP pour pouvoir être élu dans les conseils. Grâce à cette double affiliation, la Fédération a pu exercer dès le début une influence directe sur le mouvement des conseils. Elle pouvait ainsi faire pression pour que les conseils soient ouverts à tous les partis de gauche, ce qui devint possible à partir de la conférence des conseils ouvriers autrichiens au début de mars 1919.
Lorsqu’il y avait des négociations avec les capitalistes, par exemple avec l'industriel Gustav Krupp, des centaines de membres de la Fédération se rendaient aux négociations. La Fédération ne voulait pas négocier en coulisses, mais informer immédiatement les personnes concernées et les laisser décider. Leur journal, le Freie Arbeiter, paraissait chaque semaine. Édité par Berta Pölz et Hilde Wertheim, c’était l’un des premiers journaux dans lesquels on souhaitait faire entendre la voix des ouvriers.
La stratégie du KPÖ, cependant, visait à établir les conseils par un coup d’État. Il y eut au moins deux tentatives, l'une en avril et l'autre en juin 1919, afin d’instaurer une république de conseils en Autriche par la force, à l’aide d’un coup d’État mené par une minorité. La Fédération, à ce moment, n’existait déjà plus, la majorité ayant rejoint le KPÖ, qui était désormais complètement divisé. Dickmann était l’un des rares à se rendre compte que la stratégie du coup d'État était une grave erreur et qu'elle allait provoquer la division, et refusa par conséquent de rester aux côtés du KPÖ. De plus en plus préoccupé par les aspects théoriques des changements sociaux, il a par la suite cherché à comprendre pourquoi la révolution de 1918-1919 n’avait pas réussi, notamment dans ses ouvrages sur Le Concept de travail chez Marx et La Loi fondamentale du développement social, dans lesquels il tente de répondre à des questions complexes concernant les relations entre les forces productives, les rapports de production, l’accumulation, le capital et le travail, ainsi que l'évolution des sociétés.

## Conceptions économiques et philosophiques
Dans son livre Le Concept de travail chez Marx, présenté comme « une contribution à une autocritique du marxisme », il approfondit la théorie de la valeur-travail développée par Marx afin de mieux comprendre les causes de la lutte des classes. D'après lui, l'exploitation des travailleurs salariés ne découle pas en soi de la propriété des moyens de production par les capitalistes ; en effet, le prélèvement de la survaleur existait déjà auparavant, par exemple au Moyen Âge, alors que les ouvriers possédaient en partie leurs propres moyens de production. Dickmann fait comprendre son raisonnement en l'illustrant à partir de la chasse. Dans les sociétés primitives, la chasse permet de se nourrir mais peut engendrer une pénurie de nourriture lorsque le gibier vient à manquer, et cela à cause de la surexploitation, donc de la chasse elle-même. La chasse peut ainsi produire une situation pire que celle qu'elle est censée corriger. De même, le principe de la propriété privée qui rend possible, pour l'artisan, de s'approprier le produit de son travail, permet également au capitaliste, par la suite, de s'approprier le produit du travail d'autrui. Ainsi, le même droit, lorsque les rapports de production changent, peut causer des effets opposés : l'artisan possède ses propres moyens de production, ce qui lui permet de s'approprier le produit de son travail, alors que le capitaliste s'approprie ce qui, sous d'autres rapports de production, appartiendrait à l'artisan ou à l'ouvrier. Par conséquent, la forme juridique de la propriété n'est pas déterminante et ses transformations, lorsque les rapports de production n'ont pas changé, peuvent ne pas avoir d'effet sur le produit du travail. Par contre, lorsque ces rapports changent, ils peuvent aider initialement à augmenter la production, mais peuvent aussi par la suite engendrer des pertes et du gaspillage, ainsi que des inégalités entre les classes sociales, et donc, comme la chasse, une situation pire que celle à laquelle ils étaient censés remédier.
De manière générale, Dickmann remarque que les avantages que l'être humain peut tirer du progrès technique sont payés en retour par des effets nuisibles qui proviennent du développement même de la technique ; par exemple, de la surproduction qu'elle entraîne parfois. Le progrès technique est donc assujetti à des limites qu'il porte en lui-même ; au-delà de ces limites, non seulement les bénéfices ne s'accroissent plus, mais ce progrès produit des effets contraires aux avantages attendus.
Les travaux de Julius Dickmann et de Simone Weil font voir que l’exploitation ne réside pas essentiellement dans la propriété privée des moyens de production, c'est-à-dire dans le régime capitaliste, contrairement à ce que Marx croyait. Marx pensait en effet que la contradiction qui mine le capitalisme est l'antagonisme entre les forces productives et les rapports de production, ce que Dickmann et Weil contestent tous les deux. Weil formule « la contradiction interne que tout régime oppressif porte en lui » comme étant « constituée par l’opposition entre le caractère nécessairement limité des bases matérielles du pouvoir et le caractère nécessairement illimité de la course au pouvoir en tant que rapport entre les hommes ». L'originalité de l'apport de Weil est d'avoir remarqué que le véritable problème est la lutte pour le pouvoir, inhérente à la nature même de l'homme, dépassant sur ce point les analyses économiques de Dickmann. Ce dernier, pour sa part, doutait fort que le socialisme puisse libérer les travailleurs des contraintes que leur imposait le mode d'exploitation capitaliste, estimant plutôt qu'un régime socialiste ne semblait s'imposer qu'en raison « du nécessaire rétrécissement des bases actuelles de la production ».
Weil et Dickmann ont en commun de remarquer, à une époque où l'on était encore assez peu sensible à une éventuelle crise écologique, que les ressources et les moyens de production ne sont pas illimités ; ce qu'ils disent des limites de la rationalisation et de la production rejoint l’idée, répandue notamment chez les écosocialistes, que la croissance économique, non seulement ne peut pas être illimitée, mais n’améliore pas nécessairement les conditions de vie de l’humanité. Dickmann écrit en effet qu'« en élargissant les forces productives d'une manière irréfléchie, sans tenir compte des conditions de leur reproduction permanente, [le capitalisme] a amoindri les conditions d'existence du genre humain ». Il s'en prend à l'idée voulant que « les forces de production modernes [pourraient être] capables par elles-mêmes […] de s'élargir d'une manière pratiquement illimitée », concluant qu'« il y a lieu de considérer avec beaucoup de scepticisme la possibilité d'un accroissement continu de la productivité du travail ».
L'une des observations fondamentales de Dickmann est que l'augmentation de la production nécessite des machines toujours plus perfectionnées et performantes, ce qui exige l'exploitation de ressources toujours plus abondantes et diversifiées et, par conséquent, un travail toujours croissant et plus exigeant pour concevoir d'autres machines à l'aide desquelles seront fabriquées les machines qui produiront les marchandises. Il conclut de cette observation que peu importe le mode de production, le développement des forces productives finira par être nuisible à l'être humain si des limites ne lui sont pas imposées. Il illustre son raisonnement en donnant l'exemple d'une machine récente de l'industrie textile qui diminue la quantité de travail auparavant fourni ; on jugerait aussitôt de ses avantages d'un point de vue technique, en oubliant de considérer ce qui réduit l'efficacité de toute invention nouvelle : « par malheur, on néglige le fait que cette réduction éventuelle du temps de travail dans une branche déterminée de l'industrie serait […] compensée dans l'ensemble de la société par un accroissement du travail. Car les nouvelles machines sont, en règle générale, plus compliquées et plus vastes que les anciennes ; la production de ces machines exige plus de travail ; elle rend nécessaire en général des investissements nouveaux et plus importants ».

## Publications
Une sélection de textes de Julius Dickmann en langue originale allemande est publiée à la suite de la biographie de Peter Haumer. L'ensemble de ses textes connus est traduit en français dans Pour une autocritique du marxisme.
- (de) « Die Formwandlung des Klassenkampfes », Der Kampf, février 1918.
- (de) Der Arbeitsbegriff bei Marx, Vienne, 1932.
- (de) Das Grundgesetz der sozialen Entwicklung, Vienne, 1932.
- « La loi fondamentale de l’évolution des sociétés », La Critique sociale, no 7, janvier 1933.
- « La véritable limite de la production capitaliste », La Critique sociale, no 9 septembre 1933.
- « À propos d’une théorie de l’esclavage », La Critique sociale, no 10, novembre 1933.
- Pour une autocritique du marxisme. Œuvres complètes (1917-1936), Toulouse, Smolny, 2023.